# Mantecosa de Plata 687 (pera)
Mantecosa de Plata 687, es el nombre de una variedad cultivar de pera europea Pyrus communis. Esta pera está cultivada en la colección de la Estación Experimental Aula Dei (Zaragoza). Esta pera también está cultivada en diversos viveros entre ellos algunos dedicados a conservación de árboles frutales en peligro de desaparición. Esta pera variedad muy antigua es originaria de España, en los alrededores de Santander (comunidad autónoma de Cantabria), y tuvo su mejor época de cultivo comercial antes de la década de 1960, y actualmente en menor medida aún se encuentra.

## Historia
En España 'Mantecosa de Plata 687' está considerada incluida en las variedades locales autóctonas muy antiguas, cuyo cultivo se centraba en comarcas muy definidas. Se caracterizaban por su buena adaptación a sus ecosistemas y podrían tener interés genético en virtud de su adaptación. Se encontraban diseminadas por todas las regiones fruteras españolas, aunque eran especialmente frecuentes en la España húmeda. Estas se podían clasificar en dos subgrupos: de mesa y de cocina (aunque algunas tenían aptitud mixta).
'Mantecosa de Plata 687' es una variedad clasificada como de mesa, se utiliza también en la cocina, difundido su cultivo en el pasado por los viveros comerciales y cuyo cultivo en la actualidad se ha reducido a huertos familiares y jardines privados.

## Características
El peral de la variedad 'Mantecosa de Plata 687' tiene un vigor medio; florece a finales de abril; tubo del cáliz muy pequeño, en forma de embudo con conducto de longitud media, estrecho en la salida y ensanchándose hacia el corazón.
La variedad de pera 'Mantecosa de Plata 687' tiene un fruto de tamaño medio a grande; forma turbinada truncada, cuello corto, poco marcado, asimétrica, contorno casi pentagonal; piel semi-lisa, a pesar de ser casi totalmente ruginosa, mate; color de fondo verde amarillento, sobre el color de fondo hay un dorado bronceado claro, suavemente ruginoso-"russeting", casi uniforme sobre dos terceras partes del fruto, en el resto forma maraña y punteado dejando ver el fondo verde amarillento, alrededor de la base del pedúnculo, la zona ruginosa es más compacta y en la cavidad del ojo más áspera, formando círculos concéntricos discontinuos, presenta un punteado de tamaño variable, ruginoso, más rudo y de color más oscuro que el resto de la capa ruginosa, "russeting" (pardeamiento áspero superficial que presentan algunas variedades) fuerte; pedúnculo de longitud corto o medio, grueso, carnoso o semi-carnoso, ruginoso, con lenticelas pequeñas, recto, implantado oblicuo, cavidad peduncular estrecha, poco profunda, oblicua, con un lado más levantado, con el borde fuertemente ondulado; cavidad calicina de anchura media, bastante profunda, borde ondulado; ojo muy pequeño, abierto. Sépalos estrechos, cóncavos en la base, erectos.
Carne de color blanco, verdosa bajo la piel; textura semi-granulosa, crujiente; sabor muy dulce, ligeramente amoscatelado, agradable; corazón Mediano, redondeado, mal delimitado. Eje estrecho, casi relleno, lanoso en su interior. Celdillas amplias, elípticas. Semillas de tamaño medio, elípticas, aplastadas, con el punto de inserción grande y oblicuo, sin espolón, color muy oscuro, casi negro, con frecuencia abortadas.
La pera 'Mantecosa de Plata 687' tiene una maduración durante el invierno (en E. E. Aula Dei de Zaragoza). Aguanta en buenas condiciones un mes de almacenamiento en un ambiente refrigerado. Se usa como pera de mesa fresca, y en cocina.